# Il diavolo nel cassetto
Il diavolo nel cassetto è un romanzo dello scrittore Paolo Maurensig uscito pubblicato da Einaudi nel 2018. La trama ruota attorno al villaggio svizzero di mille anime dal nome fittizio di Dichtersruhe, dove i guardinghi e schivi abitanti nascondono in realtà un'insolita passione che li accomuna tutti: la scrittura. La stasi in cui vive il paese verrà sconvolta dall'arrivo di un editore, ritenuto da qualcuno il diavolo in persona e preannunciato dai guaiti di volpi rabide che si aggirano di notte tra le vie.

## Trama
Ci sono due cornici narrative a cui Maurensig ricorre: nella prima troviamo in prima persona lo scrittore che racconta come dovendo risistemare una stanza di casa sua, si ritrova a metter mano a vecchi manoscritti che gli erano stati mandati tempo addietro e che non aveva avuto cuore di buttare via. Uno di questi cattura la sua attenzione poiché è anonimo e racconta una storia particolare: ecco arrivare alla seconda cornice narrativa, in cui l'autore del manoscritto racconta la genesi della sua storia.
Nipote di un tipografo, Friederich coltiva da sempre la passione della scrittura. Diventato correttore di bozze per lo zio, questi lo manda un giorno in Svizzera in occasione di un seminario di psicoanalisi, al fine di trovare un saggio da pubblicare inaugurando così una nuova collana. Friederich trova una sistemazione un po' fuori mano e mentre si incammina lungo il sentiero che porta alla cittadina e all'aula della conferenza, si ritrova a passare per un bosco. Qui farà il suo primo e fugace incontro con padre Cornelius che scoprirà poi essere uno dei relatori.
La storia vera e propria su cui si incentra il romanzo verrà raccontata proprio da padre Cornelius che ritorna indietro nella sua vita di una decina d'anni, quando era stato assegnato alla parrocchia di tale Dichtersruhe, dove un tempo anche Goethe si era fermato per una notte durante il suo viaggio di ritorno dall'Italia. Le tracce del suo passaggio non si scorgono solo nella grande statua di bronzo che rappresenta il poeta, ma si celano anche nelle case di ognuno degli abitanti.